# Niceville (film)
Niceville (engelska: The Help) är en amerikansk dramafilm från 2011 i regi av Tate Taylor. Filmen är baserad på Kathryn Stocketts bästsäljande roman med samma namn. 
Filmen skildrar bland annat situationen för afroamerikanska kvinnor som arbetar som hembiträden för vita överklassdamer i 1960-talets Mississippi. Emma Stone spelar rollen som socitetsflickan Skeeter som vill bli författare och kommer i kontakt med hembiträdena Minny och Aibileen, spelade av Octavia Spencer respektive Viola Davis. Filmen hade biopremiär i USA den 10 augusti 2011 och Sverigepremiär den 23 september samma år.
Inför Oscarsgalan 2012 erhöll Niceville fyra nomineringar, bland annat för Bästa film.

## Handling
Skeeter, Aibileen och Minny är tre damer från olika samhällsklasser och etnicitet i Mississippi under 1960-talet. De bygger upp ett osannolikt vänskapsband kring ett hemligt skrivprojekt som bryter mot samhällets regler och som sätter dem alla i riskzonen. Från deras osannolika pakt framträder ett anmärkningsvärt systerskap, som ger dem alla modet att överskrida de linjer som avgränsar dem. Det ger dessutom insikten om att ibland kan dessa linjer passeras, vilket även kan innebära att de kan få en hel stad mot sig genom att tvinga stadsborna att stå öga mot öga med förändringens tider.

## Rollista
| Emma Stone             | – Eugenia "Skeeter" Phelan |
| Viola Davis            | – Aibileen Clark           |
| Octavia Spencer        | – Minny Jackson            |
| Jessica Chastain       | – Celia Foote              |
| Bryce Dallas Howard    | – Hilly Holbrook           |
| Allison Janney         | – Charlotte Phelan         |
| Ahna O'Reilly          | – Elizabeth Leefolt        |
| Anna Camp              | – Jolene French            |
| Mike Vogel             | – Johnny Foote             |
| Chris Lowell           | – Stuart Whitworth         |
| Cicely Tyson           | – Constantine Bates        |
| Lila Rogers            | – Skeeter som barn         |
| Emma och Eleanor Henry | – Mae Mobley Leefolt       |
| Sissy Spacek           | – Mrs. Walters             |
| Brian Kerwin           | – Robert Phelan            |
| Aunjanue Ellis         | – Yule May Davis           |
| Leslie Jordan          | – Mr. Blackly              |
| Mary Steenburgen       | – Elaine Stein             |
| Nelsan Ellis           | – Henry                    |
| David Oyelowo          | – Preacher Green           |
| Dana Ivey              | – Grace Higginbotham       |
| Ashley Johnson         | – Mary Beth Caldwell       |